# Conor Chaplin
Conor Mark Chaplin (Worthing, Inglaterra, 16 de febrero de 1997) es un futbolista inglés. Juega de delantero y su equipo es el Ipswich Town F. C. de la EFL Championship de Inglaterra.

## Clubes
| Club                         | País       | Año       |
| ---------------------------- | ---------- | --------- |
| Portsmouth F. C.             | Inglaterra | 2014-2019 |
| Coventry City F. C. (cedido) | Inglaterra | 2018-2019 |
| Coventry City F. C.          | Inglaterra | 2019      |
| Barnsley F. C.               | Inglaterra | 2019-2021 |
| Ipswich Town F. C.           | Inglaterra | 2021-act. |

## Estadísticas

### Clubes
Actualizado el 13 de enero de 2018.
| Club                       | Div           | Temporada     | Liga  | Liga  | Liga   | FA Cup | FA Cup | FA Cup | Copa de la Liga | Copa de la Liga | Copa de la Liga | Otros | Otros | Otros  | Total | Total | Total  |
| Club                       | Div           | Temporada     | Part. | Goles | Asist. | Part.  | Goles  | Asist. | Part.           | Goles           | Asist.          | Part. | Goles | Asist. | Part. | Goles | Asist. |
| -------------------------- | ------------- | ------------- | ----- | ----- | ------ | ------ | ------ | ------ | --------------- | --------------- | --------------- | ----- | ----- | ------ | ----- | ----- | ------ |
| Portsmouth F.C. Inglaterra |               |               |       |       |        |        |        |        |                 |                 |                 |       |       |        |       |       |        |
| League Two                 | 2014-15       | 9             | 1     | 0     | 0      | 0      | 0      | 0      | 0               | 0               | 0               | 0     | 0     | 9      | 1     | 0     |        |
| League Two                 | 2015-16       | 30            | 8     | 2     | 4      | 1      | 0      | 2      | 2               | 0               | 2               | 0     | 0     | 38     | 11    | 2     |        |
| League Two                 | 2016-17       | 39            | 8     | 3     | 1      | 0      | 0      | 1      | 0               | 0               | 1               | 0     | 0     | 42     | 8     | 3     |        |
| League One                 | 2017-18       | 18            | 3     | 1     | 1      | 0      | 0      | 1      | 0               | 0               | 4               | 0     | 0     | 24     | 3     | 2     |        |
| Total carrera              | Total carrera | Total carrera | 96    | 20    | 6      | 6      | 1      | 0      | 4               | 2               | 0               | 7     | 0     | 0      | 113   | 23    | 7      |